# Bonifatius (Dux)
Bonifatius (* um 610; † um 672) war ein fränkischer Adliger und unter der Herrschaft der Merowinger der zweite dokumentierte Herzog im Elsass.

## Leben
Über den genauen Geburtsort, das Geburtsjahr sowie die Herkunft des Bonifatius liegen keine gesicherten Erkenntnisse vor – jedoch geht die Forschung aufgrund seines zu jener Zeit noch sehr ungewöhnlichen Namens davon aus, dass Bonifatius dem austrasischen Zweig der Familie der Agilolfinger entstammte, die dem gleichnamigen Papst eng verbunden war. Der urkundlich verbriefte Grundbesitz des Herzogs an der villa Gairoaldo, dem heutigen Gœrlingen, sowie die Namensgebung für seinen Sohn Gundebald weisen überdies auf eine direkte Abstammung von Garibald I., dem ersten namentlich bekannten Dux der Bajuwaren; zudem bestand ein Verwandtschaftsverhältnis zu den Gundoinen, der Familie des ersten Elsassherzogs Gundoin.
Es ist davon auszugehen, dass Bonifatius auch wegen dieser familiären Verbindung zeitnah nach dem Ableben seines Vorgängers vom austrasischen König Childebert, einem Pippiniden, zum zweiten Herzog des Elsass ernannt wurde.
Sowohl der Umstand, dass Bonifatius nach dem Tod Childeberts die Herzogswürde über das Elsass weiter behielt als auch das Prädikat Vir illustris, welches ihm in einer Urkunde Childerichs II. verliehen wird, deuten darauf hin, dass sich Bonifatius im königstreuen Umfeld und damit in Gegnerschaft zu den Pippiniden und Arnulfingern befand.
Bonifatius stiftete gemeinsam mit dem Bischof von Straßburg, Chrodahar/Rotharius, der von der Forschung als Bruder des Herzogs identifiziert wurde, um 662 das Kloster Münster im Gregoriental. Wie bereits sein Vorgänger Gundoin mit der Gründung des Klosters Münstergranfeld, so verfolgte Bonifatius auch mit seiner Gründung als Dux des Elsass vorwiegend politische und militärische Ziele. So sollten die Mönche der Abtei auf seine Veranlassung hin das Tal der Fecht durch Rodungen urbar machen, wie der ursprüngliche Name des heutigen Ortes Wihr-au-Val, Bonifacii Villare, bezeugt. Überdies war es das Ziel, einen neuen Verkehrsweg über den Schluchtpass hin zu den Vogesesenseen sowie nach Remiremont zu bauen und damit das Herzogtum enger an das austrasische Teilreich anzubinden. Die Einbeziehung von Rotharius in den Gründungsvorgang ist insofern von kirchengeschichtlicher Bedeutung, als das Oberelsass formal dem Bistum Basel unterstellt war – durch die Einbindung der ersten Benediktinerabtei des Elsass in die Diözese Straßburg gab es dort keine zwei Bistümer mehr und das Herzogtum bildete fortan sowohl politisch als auch kirchlich eine Einheit.
Gundoin verstarb um das Jahr 672; ihm folgte Eticho als Herzog des Elsass nach.

## Nachkommen
Zwei Söhne des Bonifatius sind namentlich bekannt und durch eine erhaltene Donationsurkunde historisch bezeugt.
Gundebald war jung verstorben und bereits im Jahr 661 nicht mehr am Leben, als sein Vater zu seinem Gedenken dem Kloster Weißenburg eine Mühle aus dessen Hinterlassenschaft schenkte – beurkundet wurde diese Schenkung durch seinen Bruder Teodoald.